# Marazoleja
Marazoleja es un municipio y localidad española de la provincia de Segovia, en la comunidad autónoma de Castilla y León. Cuenta con una población de 96 habitantes (INE 2024).
En su término se localiza el despoblado de Redonda, que se ubicaba donde se sitúa el caserío o granjería de Redonda el Viejo.

## Toponimia
El nombre de la villa de Marazoleja es un diminutivo de Marazuela, municipio lindante de menor población.

## Geografía

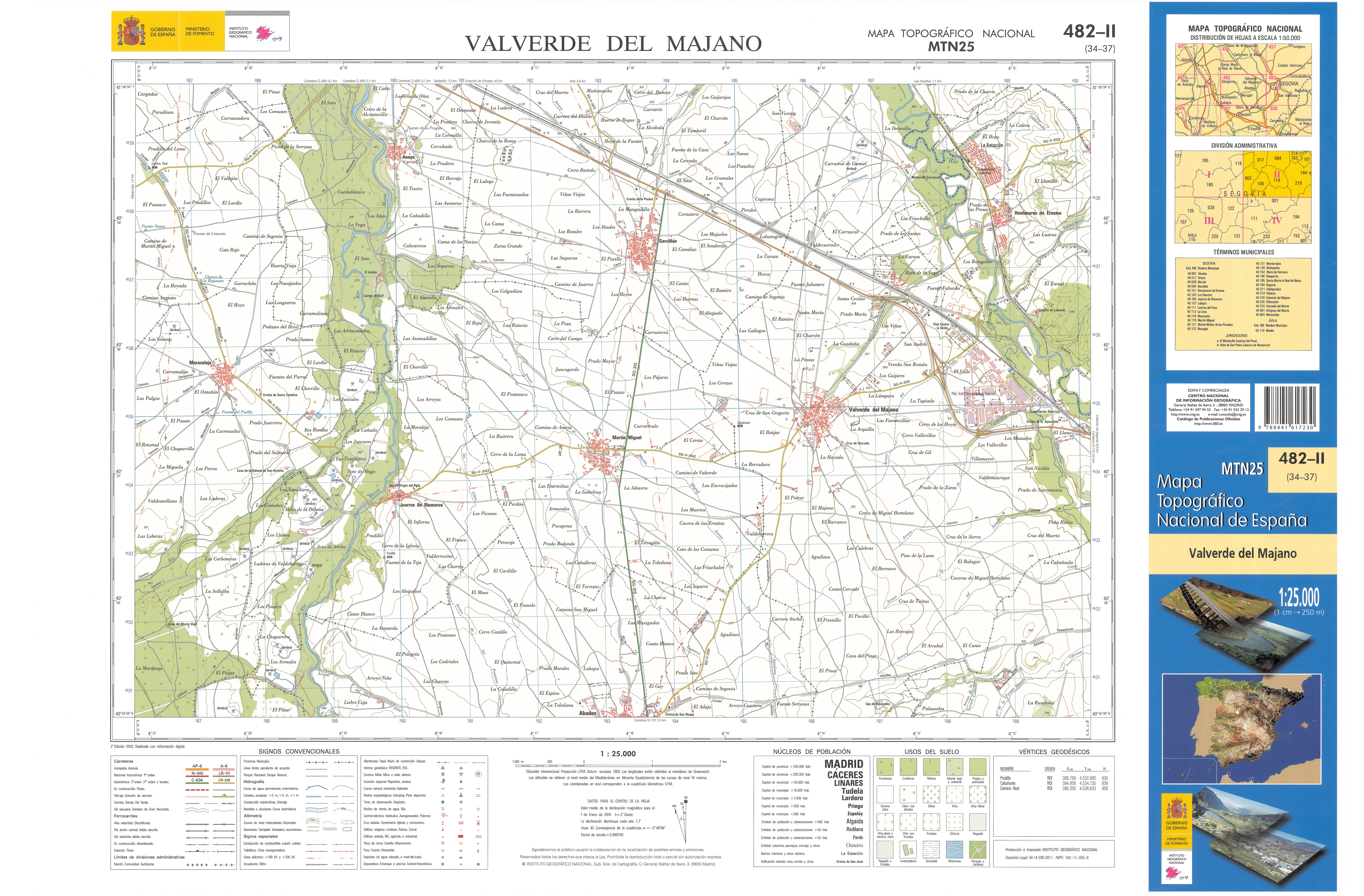
Fragmento de la hoja 481 del Mapa Topográfico Nacional de España de 2010 en el que se representa parte de Marazoleja

### Límites
| Noroeste: Marazuela                                      | Norte: Marazuela, Anaya | Noreste: Anaya                                                                                    |
| Oeste: Sangarcía                                         |                         | Este: Anaya, Juarros de Riomoros                                                                  |
| Suroeste: Marugán                                        | Sur: Marugán            | Sureste: Juarros de Riomoros, Abades, enclave Caserío de Allas de San Pedro (Juarros de Riomoros) |
| ----Mapa interactivo — Marazoleja y su término municipal |                         |                                                                                                   |

## Historia
Se ha demostrado que esta zona estaba habitada desde tiempos romanos.
La primera vez que se conoce una mención de Marazoleja con este nombre, corresponde a un documento eclesiástico escrito del Archivo Catedralicio de Segovia, data del 1 de junio de 1247, como consecuencia de las relaciones de préstamo efectuadas por la mesa episcopal y por la de los canónigos a los colonos que trabajan las tierras propiedad de la Iglesia, su fundación dataría de este siglo, desde cuando aparece en textos escritos con este nombre que ha mantenido hasta ahora. Desde su fundación pertenece a la Comunidad de Villa y Tierra de Segovia y al sexmo de la Trinidad, y posiblemente repoblada por francos.
Durante el periodo comprendido entre 1970 y el 1 de octubre de 1982 perteneció al municipio de Sangarcía, el éxodo rural y la emigración de la juventud han envejecido su población y se ha reducido su población a un cuarto desde 1930.

## Geografía humana

### Demografía
| Gráfica de evolución demográfica de Marazoleja entre 1828 y 2021 |
| |
| Población según el Diccionario geográfico-estadístico de España y Portugal de Sebastián Miñano. Población de derecho según los censos de población del INE Población de hecho según los censos de población del INEEntre el censo de 1970 y el anterior, este municipio desaparece porque se integra en el municipio 40180 (Sangarcía). Reaparece en 1991 recibiendo oficialmente el Código 903 |

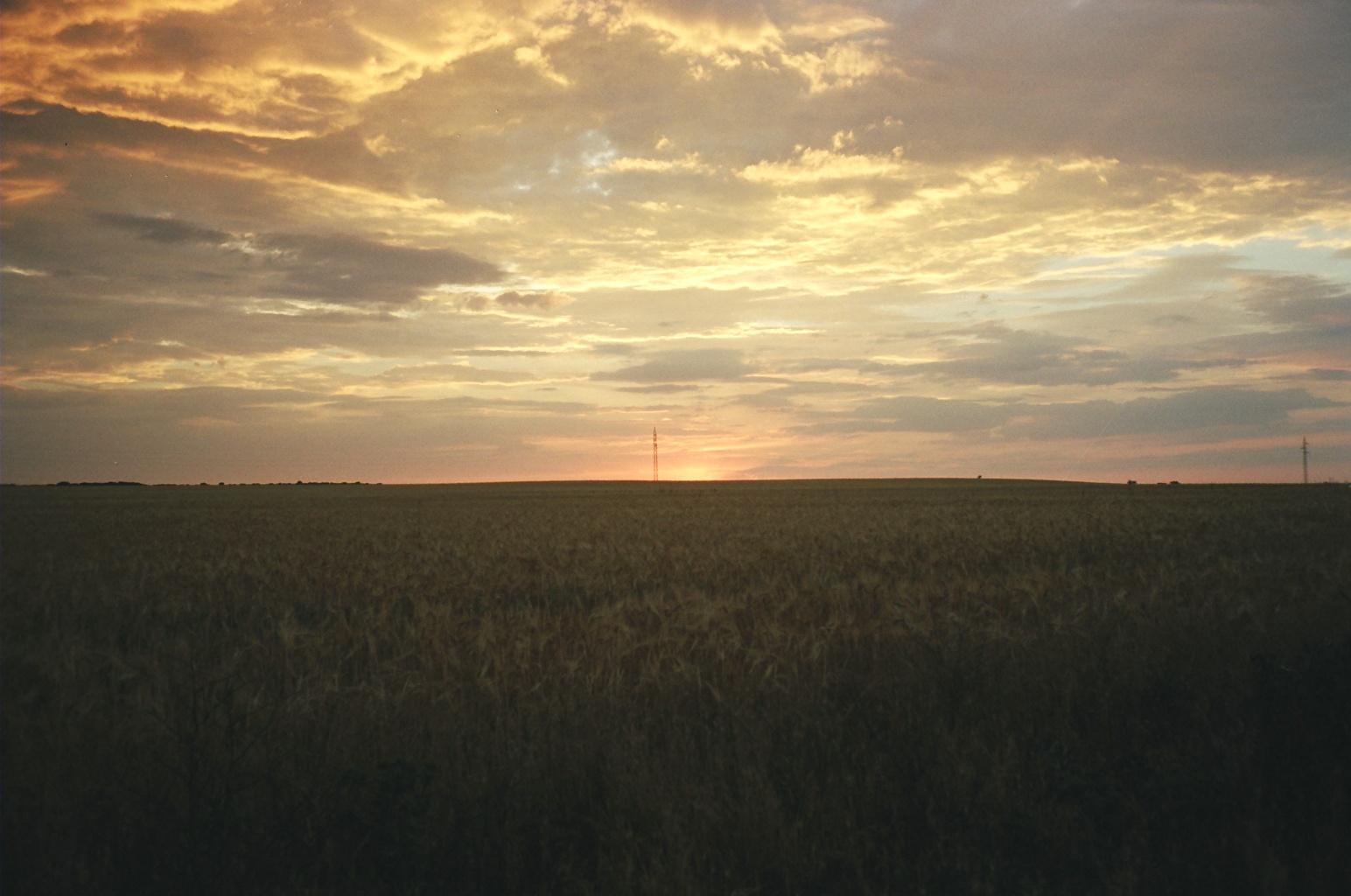
Campos de cultivo del municipio

En 2021 Marazoleja contaba con 103 habitantes censados, 68 hombres y 35 mujeres, en época vacacional y de verano el número de personas que viven en el municipio aumenta notoriamente.

### Economía
Tradicionalmente dedicada a la agricultura y ganadería, hoy en día la gran mayoría de la población se encuentra jubilada.

## Símbolos
El escudo heráldico y la bandera que representan al municipio fueron aprobados oficialmente el 30 de agosto de 2005. El escudo se blasona de la siguiente manera: 

«Campo de oro, banda ondada en azur acompañada en jefe de torre de Iglesia de gules, mazonada de sable y aclarada de sable, y en punta, haz de tres espigas de trigo de sinople. Al timbre corona real cerrada.»
Boletín Oficial de Castilla y León n.º 235/2007 de 04 de diciembre de 2007

La descripción textual de la bandera es la siguiente:

« Rectangular de proporciones 2:3, formada por un paño amarillo con una franja diagonal azul de 1/4 del ancho, del ángulo superior del asta al inferior del batiente.»
Boletín Oficial de Castilla y León n.º 235/2007 de 04 de diciembre de 2007

## Administración y política
Lista de alcaldes
| Periodo   | Nombre                                                    | Partido   |
| --------- | --------------------------------------------------------- | --------- |

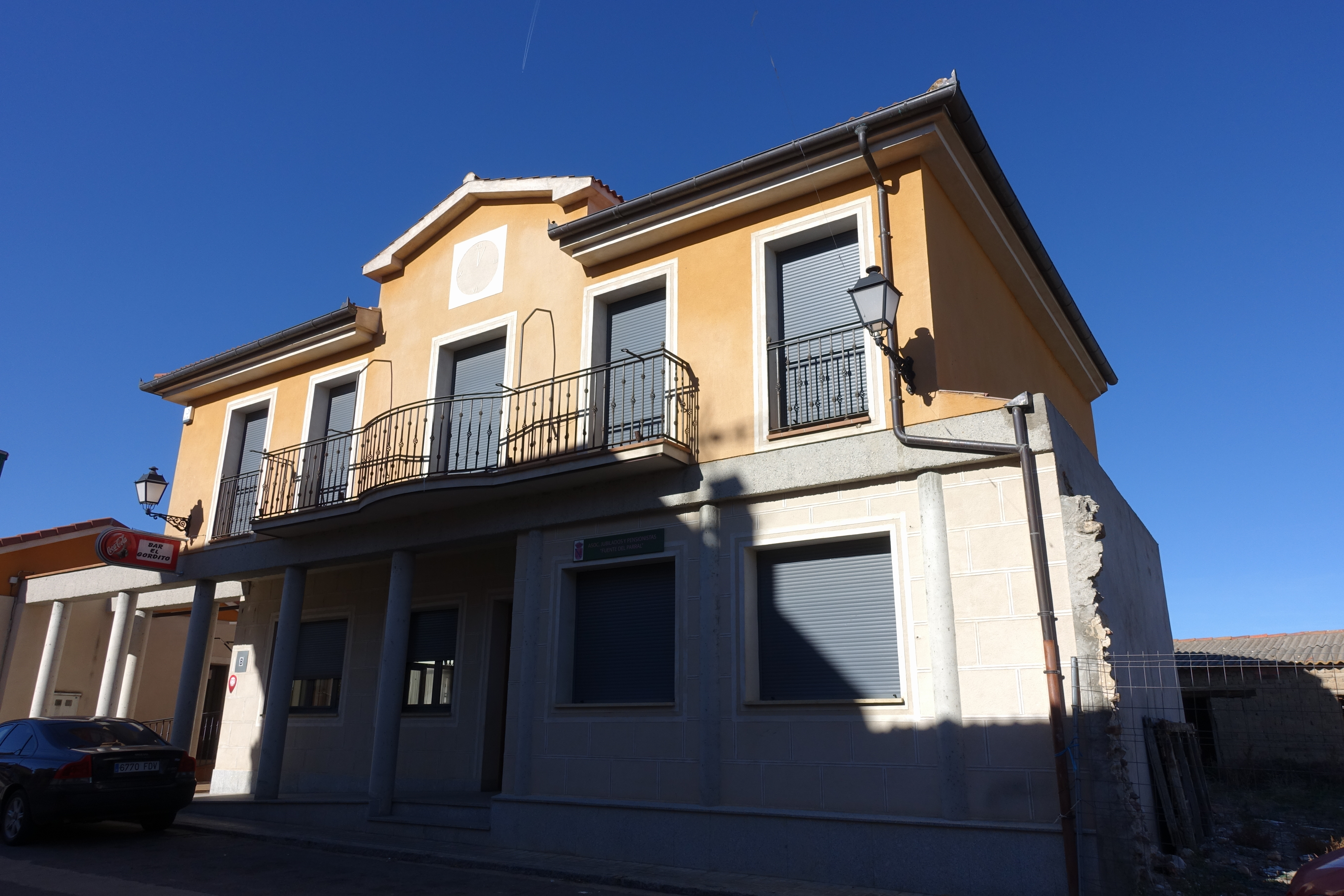
Casa consistorial

| 1979-1983 | Alberto Rubio Garcimartín (Sangarcía)Juan Santos Llorente | UCD AE    |
| 1983-1987 | Ignacio Pacheco Llorente                                  | AP-PDP-UL |
| 1987-1991 | Antolín Esteban Martín                                    | PP        |
| 1991-1995 | Luis Miguel García Tardón                                 | PP        |
| 1995-1999 | Ignacio Pacheco Llorente                                  | PP        |
| 1999-2003 | Ángel Luis Sastre Llorente                                | PP        |
| 2003-2007 | Miguel Ángel López Pacheco                                | PP        |
| 2007-2011 | Miguel Cipriano García Santos                             | PP        |
| 2011-2015 | Miguel Cipriano García Santos                             | PP        |
| 2015-2019 | Miguel Cipriano García Santos                             | PP        |
| 2019-2023 | Pablo Rincón García                                       | PP        |
| 2023-act. | Pablo Rincón García                                       | PP        |

## Cultura

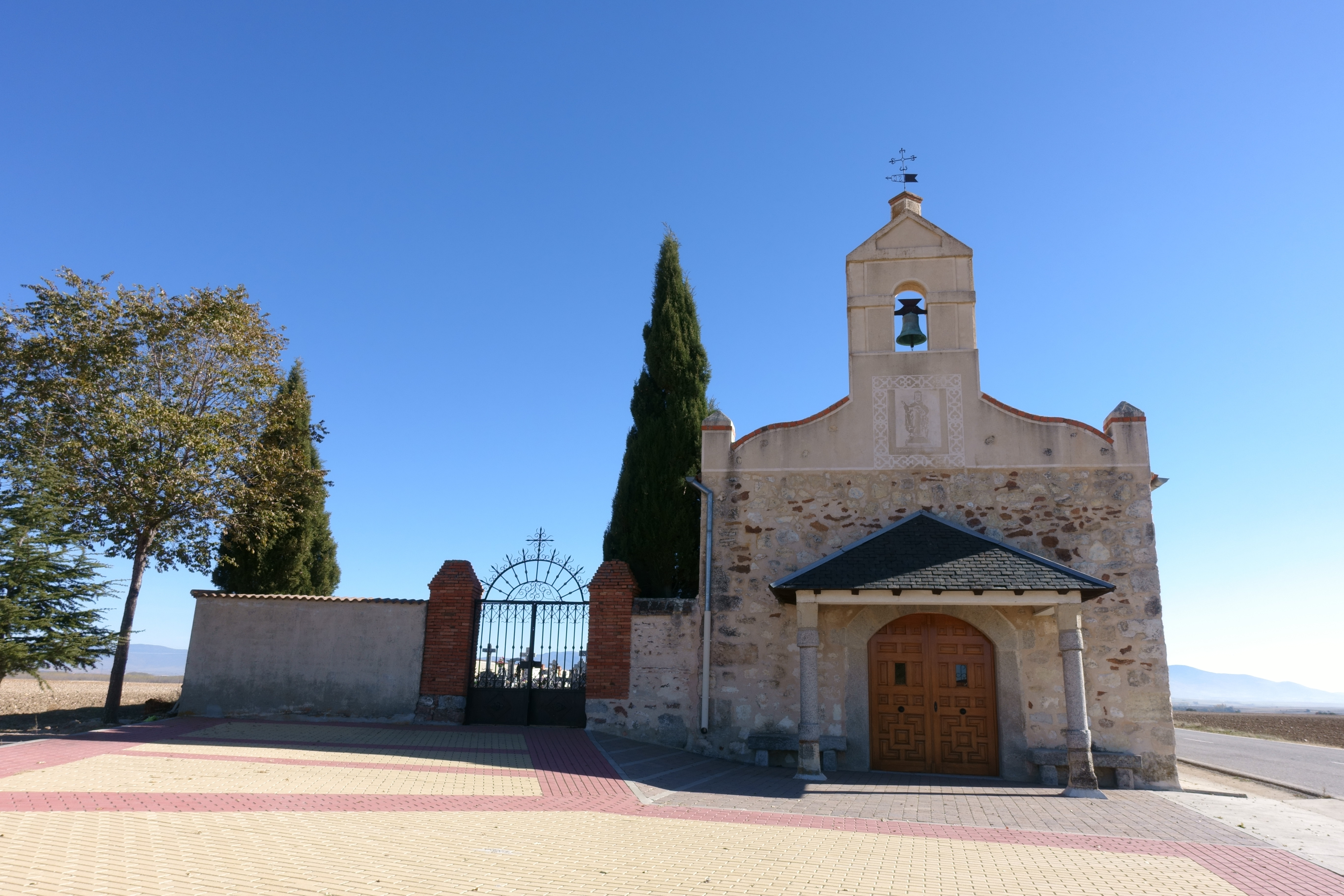
Ermita de Santa Catalina

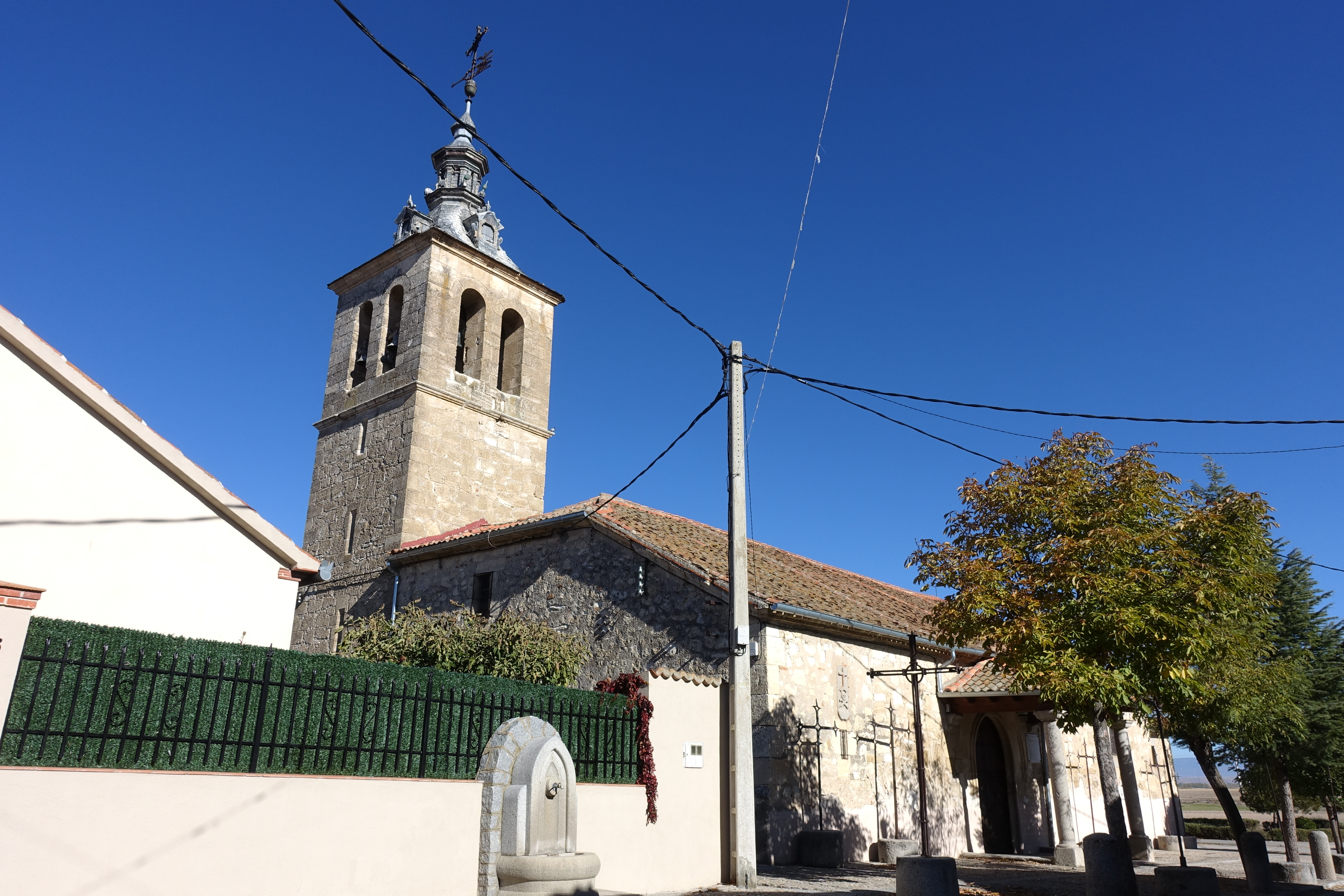
Fuente e iglesia de San Juan Evangelista

### Patrimonio
- Iglesia parroquial de San Juan Evangelista, con cruces en su puerta, gótico tardío con cabecera barroca y artesonado mudéjar interior. Consiste tres naves separadas por pilares y sustentadas por arcos forneros. Todo está cubierto con armadura de madera, a excepción de la capilla mayor, destaca el artesonado mudéjar de limas ochavadas en la nave central. Además la iglesia cuenta con varios retablos de interés, destacando el mayor barroco con columnas salomónicas, con varias pinturas en lienzo de los pintores segovianos Francisco Herranz y Luís Gomes, de finales del siglo XVII. Existen otros dos retablo más en las naves laterales, dedicados al Santísimo Cristo y a la Inmaculada Concepción;
- Ermita de Santa Catalina junto al cementerio;
- Tradicionales portadas en fachadas de viviendas, del siglo XVIII, con inscripciones religiosas;
- Potro de Herrar con su propia leyenda que cuenta que sus vivos colores, inspiraron parte de la obra del pintor vanguardista holandés Piet Mondrian;[1]
- Fuente y lavaderos;[12]
- Los parajes naturales del valle del río Zorita, pinares, y la confluencia del río Zorita con el río Moros paraje denominado El Chorrillo.[2]

### Fiestas
- El 30 de abril y el 1 de mayo, Santa Catalina de Siena;
- El 27 de diciembre, San Juan Evangelista;
- Semana Cultural la tercera semana de agosto.[1][2]

En su folclore destaca la jota de Marazoleja.

### Gastronomía
Destacan las Patatas a la Importancia y las rosquillas, también es tradicional el orujo de Marazoleja, bebida de labor alcohólica masculina creada con un método de destilación que ha ido pasando de generación en generación a través de los alambiques propios en los hogares, aparatos utilizados para la destilación de líquidos mediante un proceso de evaporación por calentamiento y posterior condensación por enfriamiento, Liborio Bernardo el Relojero fue una figura relevante en esta tarea.